# 香紙切

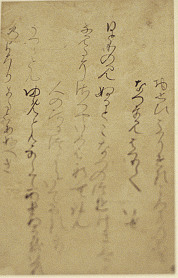
香紙切 梅の露収録　東京国立博物館蔵

香紙切 （こうしぎれ）とは、完本が伝わらない平安時代の散逸歌集『麗華集』を書写した古筆切。伝小大君筆。元は粘葉装冊子本。切名は、防虫のため丁字の花弁や蕾を濃く煎じ、その汁で黄色に染めた香染め（丁字染め）の料紙を用いているから名付けられた。書風や簡略化された仮名の字体から11世紀末から12世紀初め頃の筆写と見られ、上代様が中期から後期に移行する時期の作風を示す。

## 概要
『麗華集』は当時著名な歌集で、藤原通俊撰『後拾遺和歌集』序に「うるはしき花の集といひ（中略）言の葉いやしく姿だびたるものなり」と厳しい評価を受けているが、その後も藤原清輔の『奥義抄』や、藤原俊成の『古来風体抄』にもその名が見える。元は10巻程度の歌集だったと想定されるが、その伝本はこの香紙切と、伝小野道風筆「八幡切」が確認されるのみである。書としてのみならず、平安時代の散佚歌集の本文資料として極めて貴重である。小大君筆と伝わるが、確証は全くない。別に藤原公任を伝称筆者とする断簡もあるが、これも裏付けはない。書き手は、この追加資料をもとに加筆伝小大君筆と伝公任筆の二手あるとされていたが、近年五手に分ける説も出ている。
高野切や三色紙とは一見して書きぶりが大きく異なり、小島切や御蔵切との類似が指摘されている。速度が早く鋭い線質で、筆を「突く」表現を多用する。一字一字に拘らず、気ままに調子づいたような自由奔放な筆致で大胆に揮毫されているためか、一部に乱れた字型も見られる。反面、こうした書法は、個性的な表現の芽生えと言え、書の表現を前に進めようとした意欲の表れといえる。
現存数は、約90葉余り。色は経年による退色で、薄香色に変化している。所蔵先は個人が多く、他に畠山記念館、前田育徳会、逸翁美術館、東京国立博物館、常盤山文庫、三井記念美術館、出光美術館、宝島寺、根津美術館、徳川ミュージアム、徳川美術館、五島美術館、MOA美術館、白鶴美術館などに分蔵。